# Alapjövedelem Párt
Alapjövedelem Párt (hangul: 기본소득당, handzsa: 基本所得黨, RR: Gibon sodeukdang) egy dél-koreai politikai párt, fő célja a feltétel nélküli alapjövedelem bevezetése.

## Ideológiája
A párt 600 000 ₩ (nagyjából 500 dollár) havi alapjövedelem bevezetését támogatja Dél-Korea összes állampolgára számára.
Bár a pártnak nincs hivatalos ideológiája, a leírások szerint a szociálliberalizmus álláspontját képviseli, például a piacgazdaságon, a feminizmuson és az LMBT-jogokon alapuló jóléti államok támogatását.

## Választási eredményei
| Választás | Vezető                    | Választókerület | Választókerület | Listás     | Listás | Mandátumok | +/– | Státusz            |
| Választás | Vezető                    | Szavazatok      | %               | Szavazatok | %      | Mandátumok | +/– | Státusz            |
| --------- | ------------------------- | --------------- | --------------- | ---------- | ------ | ---------- | --- | ------------------ |
| 2020      | Pak Kihong (Park Gi-hong) | 4,658           | 0.0 (#10)       |            |        | 0 / 300    | 0   | parlamenten kívüli |

## Fordítás
Ez a szócikk részben vagy egészben  a   Basic Income Party című angol Wikipédia-szócikk ezen változatának fordításán alapul.  Az eredeti cikk szerkesztőit annak laptörténete sorolja fel. Ez a jelzés csupán a megfogalmazás eredetét és a szerzői jogokat jelzi, nem szolgál a cikkben szereplő információk forrásmegjelöléseként.